# Sofie Bredgaard
Sofie Bruun Bredgaard (født 18. januar 2002) er en dansk fodboldspiller, der spiller for Fiorentina Women's F.C. i den italienske Serie A (kvinder) og Danmarks kvindefodboldlandshold. Hun har tidligere også optrådt for både Danmarks U/16-,  U/17- og U19-landshold.
Hun deltog ved U/17-EM i fodbold for kvinder 2019 i Bulgarien, hvor holdet dog ikke nåede videre fra gruppespillet.

## Karriere

### B.93
Hun skrev kontrakt med B.93 og blev rykket fast op på 1. seniorholdet, da hun fyldte 17 år. Tidligere har hun også spillet ungdomsfodbold i Melby-Liseleje IF, Hillerød Fodbold og Ballerup-Skovlunde Fodbold. I oktober 2017, var hun også til prøvetræning for Manchester City W.F.C.'s U/16-hold.
Hun blev i efteråret 2018 delt topscorer i U18DM-ligaen med 15 mål, selv om hun ikke engang spillede alle efterårets kampe for B.93-U18 DM Piger – netop fordi fik debut på seniorholdet og spillede 7 kampe i Elitedivisionen.
Hun scorede i sin første ligadebut på Østerbro Stadion mod Odense Q.

### Linköpings FC
Hun skiftede i juli 2020 til den svenske topklub Linköpings FC i Damallsvenskan.

### Spillestil
Hun er et af de allerstørste offensive talenter i dansk pigefodbold. Hendes evner med bolden er eminente, hun har et fantastisk spark, hun er enormt god til at skære ind foran modstanderen efter en dribling, og hun har mange facetter i sit spil.

### Landsholdet
Hun fik debut på Danmarks kvindefodboldlandshold den 12. april 2022 i VM-kvalifikationskampen mod Aserbajdsjan, som Danmark vandt 2–0. her blev hun indskiftet i 73. minut, som erstatning for Sanne Troelsgaard. Hun blev efterfølgende, den 16. juni 2022, udtaget til landstræner Lars Søndergaards trup til EM i fodbold for kvinder 2022 i England.